# Thaix
Thaix é uma comuna francesa na região administrativa de Borgonha-Franco-Condado, no departamento Nièvre. Estende-se por uma área de 19,75 km². Em 2010 a comuna tinha 49 habitantes (densidade: 2,5 hab./km²).